# Operation Repo
Operation Repo is een Amerikaanse televisieserie die begon in 2006, gebaseerd op werkelijke gebeurtenissen uit de wereld van terugvorderingen van (voornamelijk) auto's door een team van "repo men" (repo komt van het Engelse woord repossession: het terugvorderen van eigendommen). De reeks eindigde na 11 seizoenen op 5 februari 2014.
Het team wordt gevolgd door een cameracrew en is voornamelijk actief in de staat Californië, vaak in Los Angeles. De show maakt gebruik van acteurs die volgens een script gedramatiseerde situaties naspelen. Dat de op televisie getoonde meestal zeer sensationele situaties niet daadwerkelijk op dat moment plaatsvinden blijkt uit de volgende disclaimer waarmee de serie begint: "The stories that are portrayed in this program are based on real events. The names of the characters were changed in order to protect their identities... and some honor".
De serie werd in 2006 voor het eerst uitgezonden, en wel onder de Spaanse naam Operación Repo. De Engelstalige versie was vanaf 2008 op tv te zien. Het was de populairste serie op de zender Telemundo. Vanaf het najaar van 2010 was het programma in Nederland te zien op RTL7 tot mei 2012, en sinds juni 2015 opnieuw. In Vlaanderen wordt het programma anno 2015 uitgezonden op 2BE.

## Hoofdrolspelers productie

### Laatste hoofdrolspelers
Alle leden van de cast spelen terugvorderaars.
- Sonia Pizarro - zichzelf (zus van Lou)
- Froylan 'Froy' Tercero - zichzelf (ex-man van Sonia)
- Matt Burch - zichzelf (vriend van Froy)
- Lyndah Pizarro - zichzelf (dochter van Lou)
- Carlos Lopez - zichzelf (vanaf seizoen 10 erbij gekomen)
- Ronnie Lee - zichzelf (vanaf seizoen 10 erbij gekomen)

### Voormalige hoofdrolspelers
- Luis 'Lou' Pizarro - zichzelf (bedrijfsleider, en stopte ermee in het midden van het laatste seizoen)
- Roberto 'Rob' Pizarro - zichzelf (neef van Lou, viel in toen Matt en Froy tijdelijk vertrokken en een apart eigen team hadden)
- Vanessa - zichzelf (teamlid toen de show nog op Telemundo was, nadien vervangen door Lyndah)
- Mike - zichzelf (viel in toen Matt ontslagen was, maar vertrok al tijdens de eerste terugvordering)
- Frankie - zichzelf (teamlid, werd ontslagen vanwege rijden onder invloed van alcohol en het in de prak rijden van een auto)
- Ashley Burch - zichzelf (dochter van Matt, stopte toen het schooljaar weer begon)

### Productie
- Tariq Jalil - uitvoerend producent
- Francisco Aguilar - uitvoerend producent en regisseur
- Luis 'Lou' Pizarro - uitvoerend producent, bedenker en regisseur
- Stephen A. Phillips - producent
- Angel Annussek - uitvoerend producent van truTV
- Lars Casteen - producent van truTV